# Fuse of Love
Fuse of Love è il quinto album in studio della cantante giapponese Mai Kuraki, pubblicato nel 2005.

## Tracce
1. Honey, Feeling for Me – 4:08
2. P.S My Sunshine – 3:50
3. You look at me~one – 3:59
4. Kakenukeru Inazuma (駆け抜ける稲妻) – 5:01
5. Don't Leave Me Alone – 4:55
6. Love, Needing – 3:18
7. Dancing – 3:48
8. Tell Me What – 3:51
9. Love Sick – 4:07
10. Ashita e Kakeru Hashi – 4:00
11. I Sing a Song for You – 3:53
12. Chance for You – 3:31